# Општина Хогиз (Брашов)
Хогиз (рум. Hoghiz) општина је у Румунији у округу Брашов.
Oпштина се налази на надморској висини од 551 m.